# Полонская, Вероника Витольдовна
Верони́ка Вито́льдовна Поло́нская (6 июня 1908 — 14 сентября 1994, Москва) — советская актриса театра и кино. Последняя любовь и единственная свидетельница самоубийства Владимира Маяковского.

## Биография
Вероника родилась в Москве 6 июня 1908 года в семье актёров Малого театра — звезды русского дореволюционного кинематографа Витольда Полонского и актрисы Ольги Гладковой. В кругу домашних и друзей её звали Нора.

## Начало карьеры
Впервые снялась в немом кино вместе с отцом в 7-летнем возрасте, почувствовала магию камеры. Были у Вероники и другие детские роли.
В 1918 году Витольд Полонский подписал контракт с Голливудом и должен был выехать — вероятнее всего, безвозвратно — с женой и дочерью в США. Внезапная смерть Полонского 5 января 1919 года не дала этому переезду осуществиться.
В шестнадцатилетнем возрасте в 1924 году поступила в школу Московского Художественного театра и осталась в нём после окончания школы. Училась в студии у Николая Баталова, Юрия Завадского, уроки актёрского мастерства ей давал Константин Станиславский. Играла в спектакле «Наша молодость», поставленном В. И. Немировичем-Данченко. В кинематографе дебютировала в картине «Стеклянный глаз» у режиссёров Лили Брик и Владимира Жемчужного. Вторая картина Полонской — «Конвейер смерти» Ивана Пырьева, где её партнёршами были Тамара Макарова и Ада Войцик. Следующий фильм — «Три товарища» режиссёра Семёна Тимошенко.

## Роман с Маяковским
Полонская стала последней любовной привязанностью Владимира Маяковского и осталась в истории также как женщина, находившаяся рядом с поэтом в последние часы и минуты его жизни. В пору их первой встречи 23 апреля 1929 года ей было 20, Маяковскому — 35. Полонская была замужем за актёром Михаилом Яншиным, но не уходила из семьи, понимая, что роман с Маяковским в любой момент может прерваться.
С Маяковским Полонская познакомилась отчасти благодаря кинематографу. После съёмок в картине «Стеклянный глаз» её пригласил на бега муж режиссёра этого фильма Лили Брик — Осип Максимович Брик. Там же был и поэт, в тот же день они встретились ещё раз у Валентина Катаева. Вскоре сблизились и стали встречаться почти каждый день. По воспоминаниям Полонской, «когда он стал читать мне свои стихи, я была потрясена. Читал он прекрасно, у него был настоящий актёрский дар. Помню хорошо, как он читал „Левый марш“, раннюю лирику…»
Утром 14 апреля 1930 года Маяковский привёз Веронику на такси в свою комнату на Лубянке. К этому времени они встречались уже второй год. Поэт, переживавший творческий и житейский кризис, настаивал на её разводе с Яншиным и даже записался в писательский кооператив в проезде Художественного театра, куда вместе с Полонской собирался переехать жить.
Как в 1990-м году вспоминала 82-летняя Полонская в интервью журналу «Советский экран» (№ 13 — 1990), в то роковое утро воскресенья у неё в театре в 10.30 была назначена репетиция с Немировичем-Данченко.

Я не могла опоздать, это злило Владимира Владимировича. Он запер двери, спрятал ключ в карман, стал требовать, чтобы я не ходила в театр, и вообще ушла оттуда. Плакал… Я спросила, не проводит ли он меня. «Нет», — сказал он, но обещал позвонить. И ещё спросил, есть ли у меня деньги на такси. Денег у меня не было, он дал двадцать рублей… Я успела дойти до парадной двери и услышала выстрел. Заметалась, боялась вернуться. Потом вошла и увидела ещё не рассеявшийся дым от выстрела. На груди Маяковского было небольшое кровавое пятно. Я бросилась к нему, я повторяла: «Что вы сделали?..» Он пытался приподнять голову. Потом голова упала, и он стал страшно бледнеть… Появились люди, мне кто-то сказал: «Бегите, встречайте карету «Скорой помощи»… Выбежала, встретила. Вернулась, а на лестнице мне кто-то говорит: «Поздно. Умер…»
— Вероника Полонская
В предсмертной записке Маяковский, в частности, написал: «Товарищ правительство, моя семья — это Лиля Брик, мама, сёстры и Вероника Витольдовна Полонская», однако, на похоронах Нора присутствовать не решилась, так как мать и сёстры Маяковского считали её виновной в гибели поэта.
В 1938 году Полонская написала воспоминания о Маяковском, которые впервые были опубликованы через полвека — в 1987 году. «Я Владимира Владимировича видела как человека, а не как статую, каким его стали изображать. Он для меня живой, ранимый. Я писала правду. Я была последним человеком, кто видел Маяковского живым. Я последняя говорила с ним. И мне нести эту ношу…» — сказала Вероника Витольдовна в интервью 1990 года.
После Маяковского у В. В. Полонской был роман с критиком Осипом Бескиным.

## На театральной сцене
В 1935—1936 годы служила в театре-студии Юрия Завадского, в 1937 — в Ростовском театре драмы, в 1938—1940 годах — снова во МХАТе, в 1940—1973 годах — в Московском театре имени М. Н. Ермоловой.
В 1960-е годы снялась в эпопее «Война и мир» у Сергея Бондарчука, где дворянская стать и манеры Полонской пришлись весьма кстати.
На склоне лет Полонская застала эпоху перестроечного кино. Ей пришлись по вкусу картины Тенгиза Абуладзе «Покаяние» и Василия Пичула «Маленькая Вера».
Последние годы жизни Полонской прошли в Доме ветеранов сцены им. А. А. Яблочкиной на шоссе Энтузиастов в Москве, где она в возрасте 86 лет и скончалась 14 сентября 1994 года. Похоронена на Ваганьковском кладбище (23 участок) в Москве.

## Семья
- Родители:
  - Отец — Витольд Альфонсович Полонский (1879—1919), российский актёр.
  - Мать — Ольга Григорьевна Полонская (урождённая Гладкова; 1882 — ?), российская и советская актриса.
- Мужья:
  - Михаил Михайлович Яншин (были женаты в 1926—1933 годах), актёр.
  - гражданский муж — Осип Мартынович Бескин,  литературный и художественный критик, редактор.
  - Валерий Александрович Азерский (? —1957)[7], администратор Театра им. Вс. Мейерхольда, а затем Ростовского театра драмы; репрессирован.
  - Дмитрий Павлович Фивейский (1906—1973), актёр, заслуженный артист РСФСР.
- Сын — Владимир Димитриевич Фивейский (при рождении Владимир Валерьевич Азерский; р. 1936), врач. Назван матерью в честь Владимира Маяковского. Был усыновлён Димитрием Фивейским. Живёт в США. Автор книги «Нора: последняя любовь Маяковского», в которой воспроизведена рукопись воспоминаний его матери.
- В семье В.Полонской и Д.Фивейского также жил сын Фивейского от его первого брака — Фёдор Дмитриевич Фивейский (1931—2017).

## Работы в театре

### МХАТ
- 1930 — «Наша молодость» С. Карташова

### Московского театра имени М. Н. Ермоловой
- 1945 — "Укрощение укротителя" Дж. Флетчера — Ливия
- 1949 — «Пушкин» А. П. Глобы — Коко (Екатерина Николаевна Гончарова)

## Фильмография
- 1917 — Когда цветёт сирень — Алла
- 1918 — Болотные миражи — Вера, сестра Лизы
- 1928 — Стеклянный глаз
- 1933 — Конвейер смерти — Элеонора
- 1935 — Три товарища — Ирина, жена Лациса
- 1967 — Война и мир — эпизод
- 1968 — Улыбнись соседу — Варвара Вершинина
- 1982 — Мать Мария — Софья Пиленко

### Публикации Вероники Полонской

#### Воспоминания
- Полонская Вероника. Воспоминания: [Факсимильное воспроизведение рукописи 1938 года] // Фивейский Владимир. Нора. Последняя любовь Маяковского; Полонская Вероника. Воспоминания. — М.: Сканрус, 2009. — С. 70—239.

#### Интервью
- Лындина Эльга. Та самая Вероника Полонская // Советский экран. — 1990. — № 13.